# Guislaberto II de Rosellón

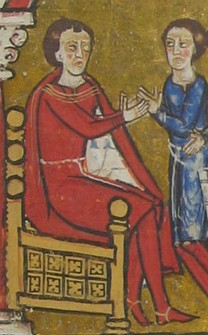
Guislaberto II

Guislaberto II de Rosellón (?-1102), conde de Rosellón (1074-1102). 
Hijo y heredero del condado de Rosellón a la muerte de su padre, el conde Gausfredo II. 
Junto con su padre inició en el 1020 el saqueo y pillaje del condado de Ampurias, bajo poder de Ponce I de Ampurias. Esta intervención en el condado vecino llegará hasta el 1074, año en que se inician los acuerdos de paz entre ambas familias condales, llevados a cabo en los años 1075 y 1085. 
De su matrimonio con la doncella Estefanía nació Gerardo I de Rosellón (?-1113), conde de Rosellón.